# Riyehee Hong
Riyehee Hong, née en Corée, est une organiste américaine, directrice de la musique et des arts à la cathédrale de Philadelphie et professeure de musique classique.

## Biographie
Riyehee Hong est directrice de la musique et des arts à la cathédrale de Philadelphie. Elle travaille notamment pour Les Cahiers d'Artes sur François Bedos de Celles à l'occasion du 300e anniversaire de sa naissance à Bordeaux (2009). Elle est professeure de musique liturgique d'universités américaines dans la préparation au bachelor de théologie. Riyehee Hong donne des concerts à l'international, où elle interprète des œuvres de Bach, Raison, Couperin, Sweelinck, Lasceux, Guilain et de Grigny.

Elle reçoit un accueil positif de la critique : 

« Le public a été conquis par la précision et le doigté de Riheyee Hong, ..., à l'issue d'un concert plein d'une fraîcheur bienvenue. »

Elle s'est installée en Espagne, où elle a joué dans des salles telles que l'Escurial, la Cathédrale de Madrid, la Chapelle royale de Madrid, la Basilique de Saint-François-le-Grand, l'Auditorium national de musique de Madrid, la Cathédrale de Murcie, l'Université de Saint-Jacques-de-Compostelle, etc.
Riyehee Hong a travaillé notamment en tant que directrice de la musique et des arts pour la cathédrale de Philadelphie, professeur d'orgue à l'Université de Pennsylvanie, organiste associée à la Marsh Chapel (en) de l'Université de Boston, maître de conférences en histoire de la musique à l'Université de Houston, ainsi qu'organiste au Colegio del Pilar à Madrid où elle est également directrice d'un chœur d'enfants.

## Discographie
- York Springs Recital, Loft Recordings, 21-23 octobre 2010
- Organos historicos en Castilla y Leon (I): Mataposuelos, Asociacion Cultural Organaria, 2015

## Publications
- Lasceux, Bedos et Livre d'orgue de Michigan, dans Les cahiers d'Artes, no. 2 (2007, Université Michel de Montaigne-Bordeaux 3)
- Musical Resources Notes, Times and Seasons: Creating Transformative Worship throughout the Year (2008, Canterbury Press Norwich)
- Musical Style and Organ Registration Ca.1770: New Evidence from a Manuscript of Works by Guillaume Lasceux, dans Les cahiers d’Artes, no.8 (2011, Université Michel de Montaigne-Bordeaux 3)